# 캠프 헨리
캠프 헨리(Camp Henry)는 대구광역시 남구 이천동에 위치한 주한 미군 육군의 기지이다.

## 역사
1916년 12월 25일 대구부 대봉동(현 대구광역시 남구 이천동)에 경성부 용산 주둔 일본 제국 육군 제20사단 산하 보병 제80연대의 주둔지로서 설치되었다.
6.25 전쟁 초기인 1950년 9월 1일의 경상북도 안동시에서 일어난 전투에서 전사한 제2보병사단 제38보병연대 F 중대의 프레드릭 F. 헨리(명예훈장 수여자) 중위의 이름을 따서 1960년 기념관화되면서 붙여졌다. 전쟁 당시에는 대한민국 국군이 썼고, 휴전 이후 주한 미국 육군의 부대가 주둔하고 있다.

## 주둔
- USAG 대구 사령부
- 제19원정지원사령부
- 제403육군야전지원여단
- 제6지역사이버센터
- 제837수송대대

## 사진

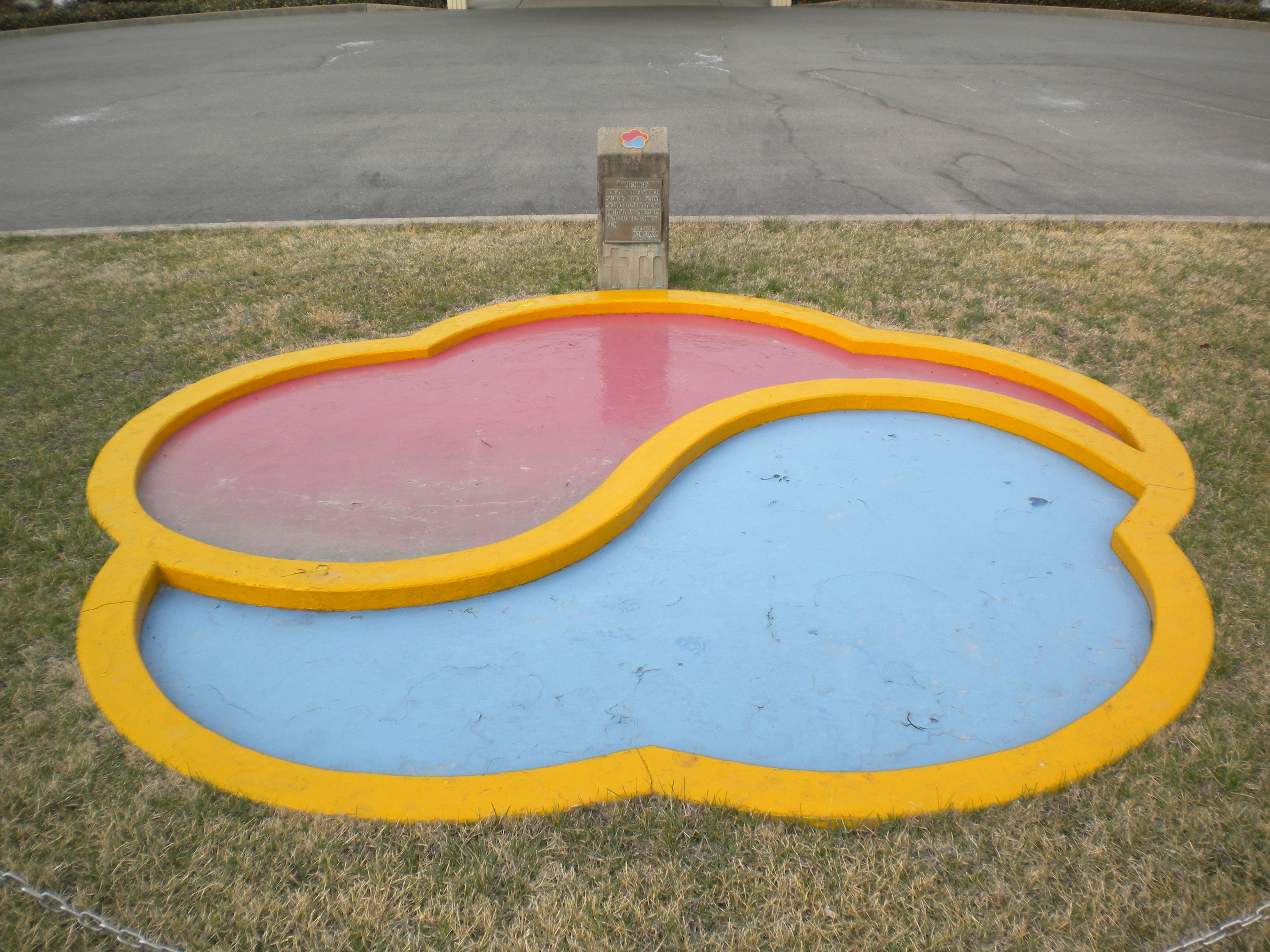
바닥에 새겨진 19th ESC 로고.
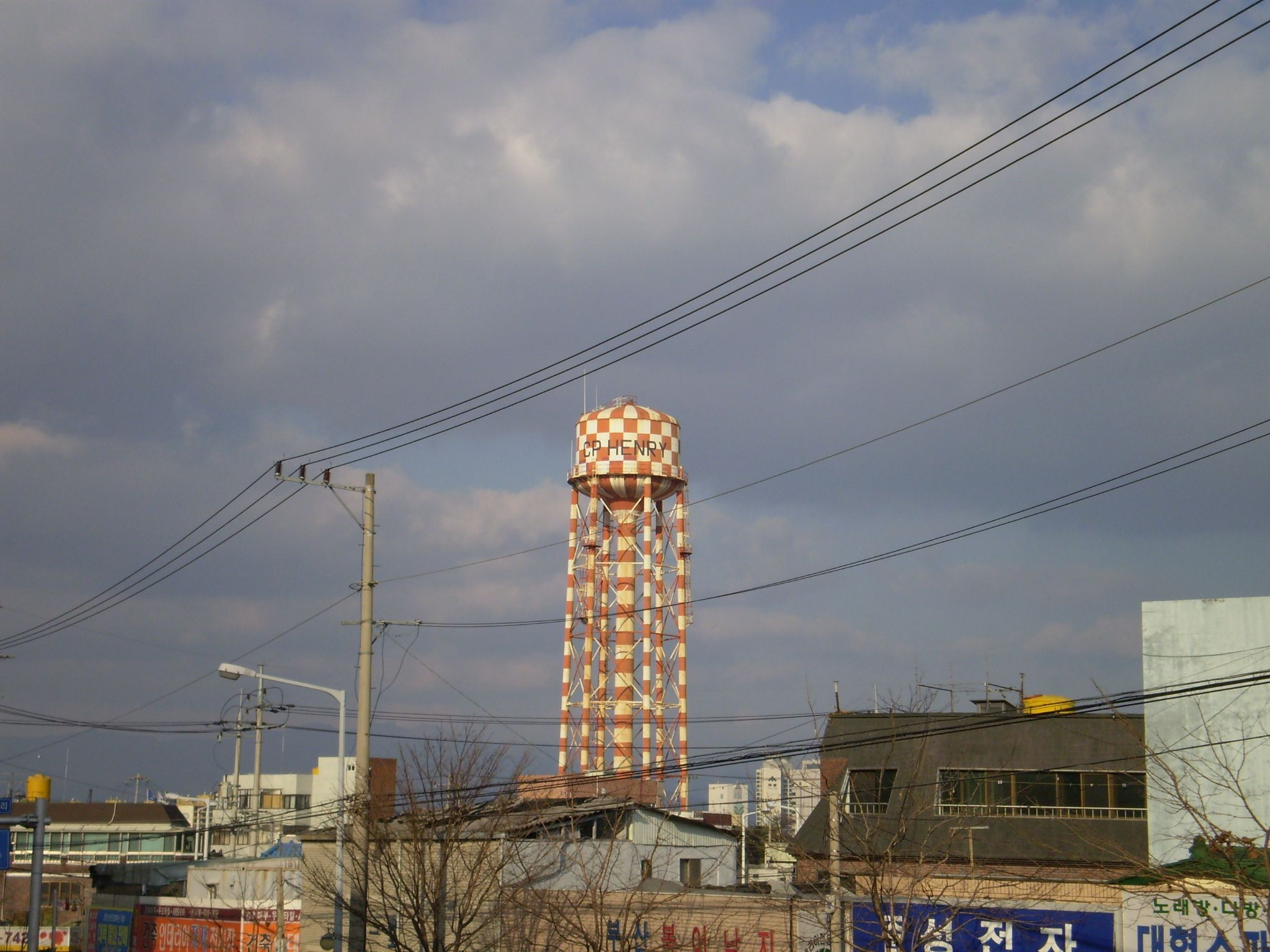
캠프 헨리의 대형 물탱크 타워.
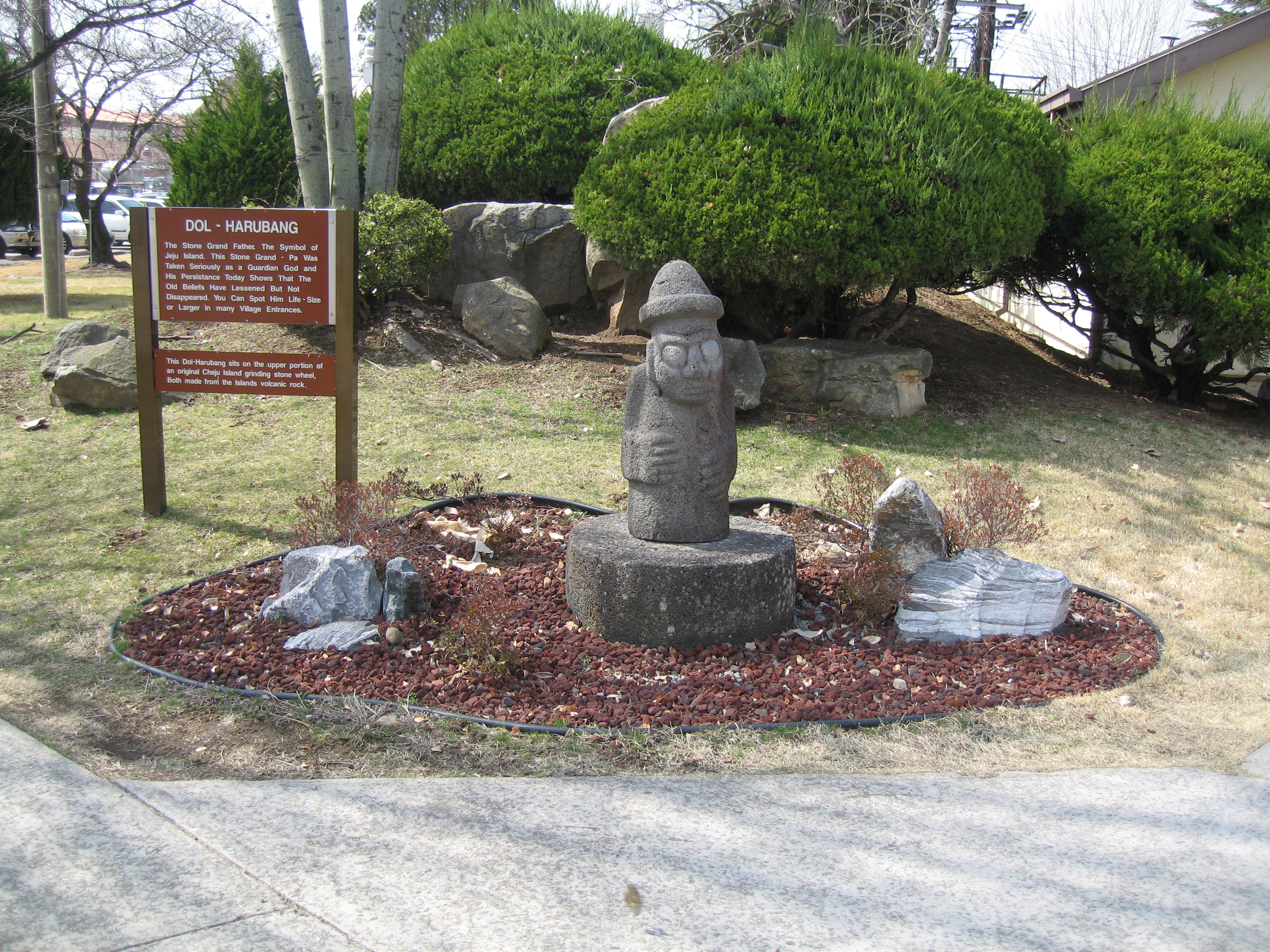
군영 안의 옛 DEFEC 근처에 세워진 돌하르방.
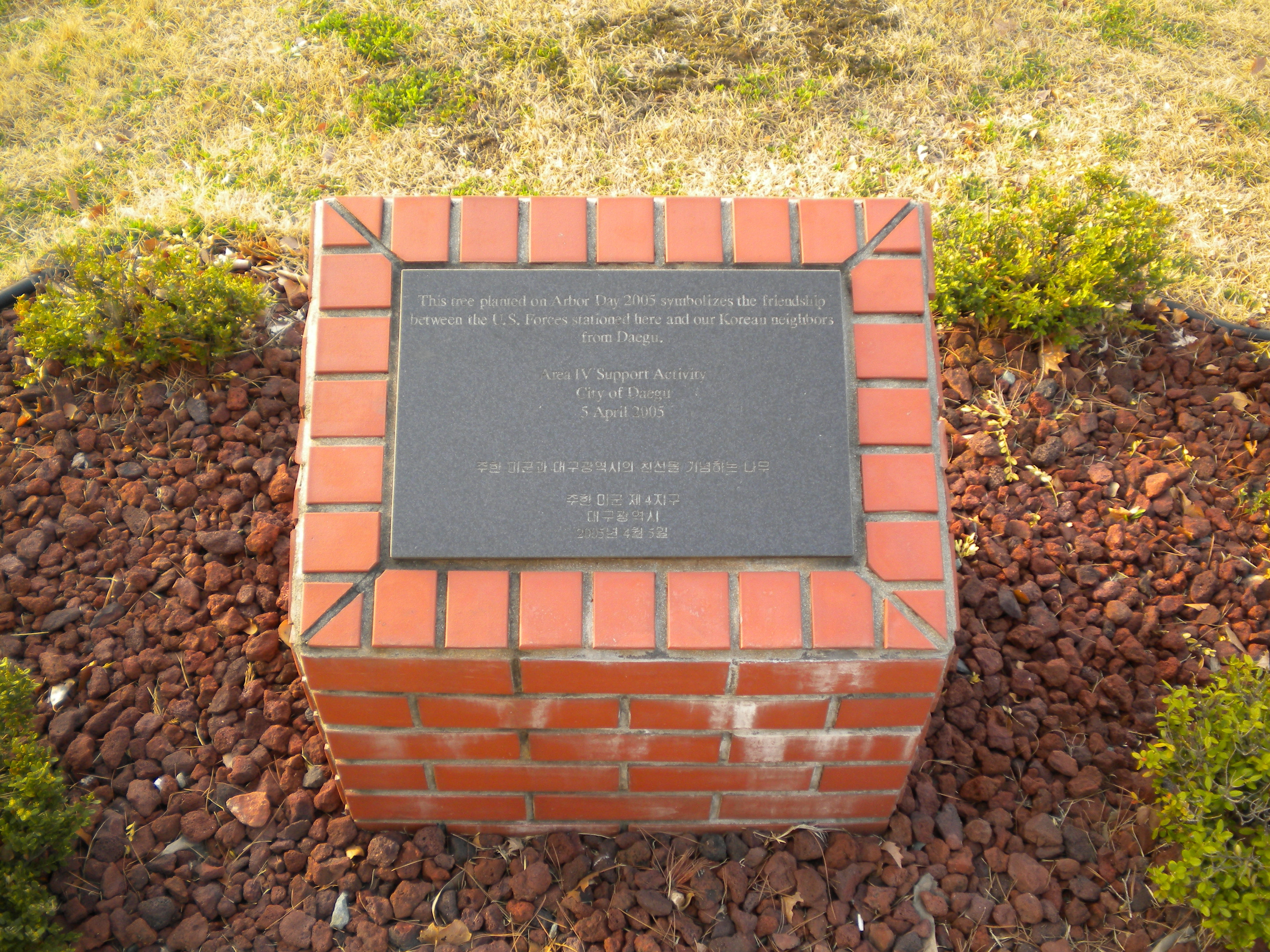
2005년 4월 5일에  USFK와 대구시의 친선을 위해 심어진 나무에 대한 명판.
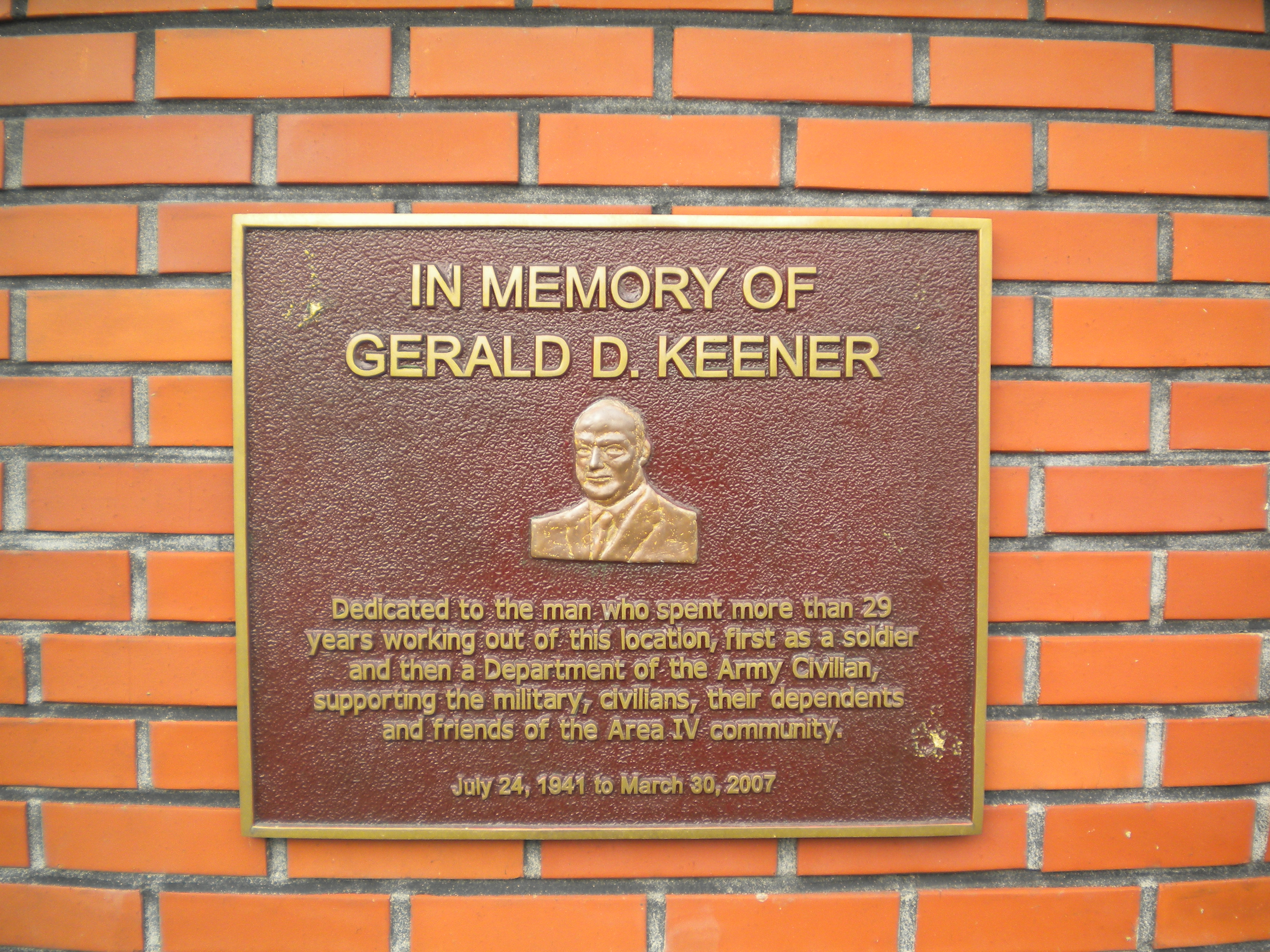
1941년 7월 24부터 2007년 3월 30일까지 근무했던 군무원 제랄드 D. 케니어를 기리는 명판.
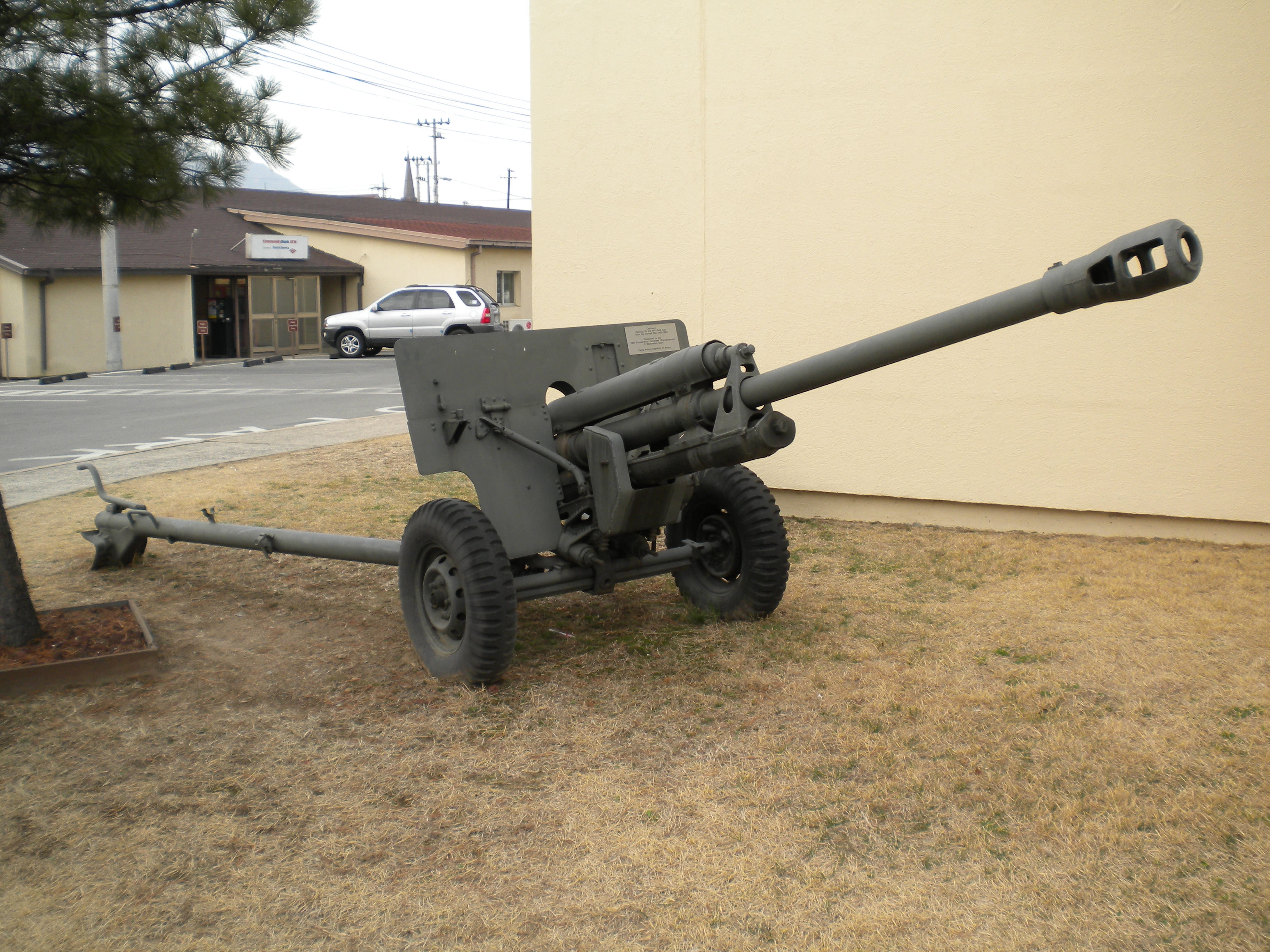
군영 안에 있는 러시아제 76mm 대전차포.

## 같이 보기
- USAG 대구
  - 캠프 워커
  - 캠프 캐럴
- 주한 미군의 시설 목록